# Novyj Urengoj
Novyj Urengoj (rusky Но́вый Уренго́й) je město v Jamalo-něneckém autonomním okruhu Ruské federace. Leží v Západosibiřské rovině na řece Jevojacha, přítoku řeky Pur, ve vzdálenosti zhruba 450 kilometrů východně od Salechardu, hlavního města autonomního okruhu. Nejbližší jiné město je Tarko-Sale ležící zhruba 140 kilometrů na jih.
Novyj Urengoj byl založen v roce 1975 po objevení Urengojského ložiska zemního plynu, druhého největšího ložiska zemního plynu na světě, v roce 1980 získal statut města a v roce 2020 měl 118 033 obyvatel.

## Ekonomika
Městu se přezdívá Hlavní město produkce plynu, protože zde sídlí ropné a plynárenské společnosti jako OJSC Severneftegazprom, LLC Gazprom Podzemremnont Urengoy, LLC Gazprom dobycha Yamburg, LLC Gazprom dobycha Urengoy, LLC Gazprom Burenie, LLC Stroygazconsulting, JSC ARKTIKGAZ (Gazprom Něft a NOVATEK) a další.

## Vývoj počtu obyvatel
| Rok  | Obyvatel |
| ---- | -------- |
| 1979 | 8 580    |
| 1989 | 93 235   |
| 2002 | 94 456   |
| 2010 | 104 107  |
| 2020 | 118 033  |

## Náboženství
Ve městě je několik mešit, dne 7. října 2022 za přítomnosti nejvyššího ruského muftího Talgata Safa Tadzhutdina bylo otevřeno ve městě nové islámské centrum, kde se vyučuje arabština, islám a tradiční vlastenecké hodnoty. Jedná se o první islámské centrum v celém Jamalu.

## Doprava

### Letiště
V roce 1975 zde bylo otevřeno malé letiště Jagelnoje, prošly jím tuny nákladů pro průmyslový rozvoj Dálného severu. V roce 1993 došlo k rozšíření letiště o nové vzletové dráhy a obslužné budovy. V roce 2019 bylo přejmenováno na Letiště Ivana Gubkina, podle ropného geologa. V prosinci 2022 byl otevřen nový terminál letiště. Budova, stylizovaná jako tradiční obydlí pastevců, zabírá téměř 20 000 metrů čtverečních. Na letišti je odbavováno až 840 cestujících za hodinu.
Jedná se o největší letecký uzel Jemalsko-něneckého autonomního okruhu. Letadla z letiště létají do více než 20 ruských měst. Pravidelně jsou prováděny charterové lety do měst spojených s ropným a plynárenským komplexem.

## Partnerská města
- San Donato Milanese, Itálie (1998)
- Kassel, Německo (2005)
- Anapa, Rusko (2007)